# Windows Mobile
Windows Mobile es un sistema operativo móvil descontinuado desarrollado por Microsoft, y diseñado para su uso en teléfonos inteligentes y otros dispositivos móviles.
Se basó en el núcleo del sistema operativo Windows CE y contó con un conjunto de aplicaciones básicas utilizando las API de Microsoft Windows. Estaba diseñado para ser similar a las versiones de escritorio de Windows estéticamente. Además, existió una gran oferta de software de terceros disponible para Windows Mobile, la cual se pudo adquirir a través de Windows Marketplace for Mobile.
Originalmente apareció en el 2000 en los PDA sin teclado Pocket PC bajo el nombre de Pocket PC 2000 (el software), como una ramificación de desarrollo de Windows CE (inicialmente desarrollado para la Handheld PC de Microsoft en 1996) para equipos móviles con capacidades limitadas. Las siguientes versiones fueron Pocket PC 2002 y Smartphone 2002, siendo está última para teléfonos inteligentes con botones. Con en lanzamiento de Windows Mobile 2003, el software fue lanzado bajo la marca «Windows Mobile» tanto en las Pocket PC como en teléfonos inteligentes.
La mayoría de los teléfonos con Windows Mobile venía con un estilete digital, que se utilizaba para introducir comandos pulsando en la pantalla.
Se pensó que Windows Mobile había sido descontinuado temporalmente en favor del nuevo sistema operativo Windows Phone. No obstante, 
la amplia gama de teléfonos industriales hizo en 2010 a Microsoft optar por una tercera línea de sistemas operativos para móviles a la que llamó Windows Embedded Handheld 6.5, que vendría a ser la nueva línea de sistemas operativos basados en Windows Mobile 6.5. Actualmente la última versión de disponible de esta nueva línea es Windows Embedded 8.1 Handheld, la cual está basada en Windows Phone 8.1.

## Características
Tanto Windows Mobile para Pocket PC, como Windows Mobile para teléfonos inteligentes, poseen bastantes aspectos parecidos.
- En la pantalla "Hoy" mostraba la fecha actual, la información del dueño, las citas próximas, los mensajes Correo electrónico, y las tareas. En la parte inferior aparecía, generalmente, una barra con dos botones. También incluyó una barra con iconos para notificar el estado del Bluetooth, batería, cobertura, etc. Este tema predeterminado pudo ser cambiado añadiendo o eliminando complementos, como por ejemplo, alarma, temperatura, estado de la batería.
- En la barra de tareas mostraba la hora actual, el volumen y el estado de la conectividad. Cuando un programa o un mensaje estaban abiertos el espacio en blanco en el que estaba el reloj se convertía en una "ok" o un icono de cerrar (x). La característica principal de la barra de tareas fue el botón de Inicio, que estaba diseñado para que sea parecido al botón de Inicio de las versiones de escritorio de Windows. El menú de Inicio ofreció programas abiertos recientemente, nueve entradas del menú personalizadas, y accesos directos a programas, ajustes, búsquedas, y ayuda.
- Las versiones Pocket PC incluyó en Windows Mobile aplicaciones de Microsoft Office. Estos incluyeron Pocket Word y Pocket Excel. En Windows Mobile 5.0 se incluyó Pocket PowerPoint. Estas versiones incluyeron muchas de las características que se utilizaron en versiones de escritorio, pero algunas otras características como la inserción de las tablas e imágenes no se han incluido versiones anteriores a Windows 5.0. ActiveSync tenía la capacidad de convertir archivos de versiones de escritorio a archivos compatibles con Pocket PC.
- Outlook Mobile fue también un programa que vino con Windows Mobile. Esto incluyó tareas, calendario, contactos, y la bandeja de entrada. Microsoft Outlook para las versiones de escritorio se había incluido a veces en los CD-ROM's del fabricante del Pocket PC.
- Windows Media Player for Windows Mobile se añadió con el software. Todas las Pocket PC incluyeron la versión 9 del reproductor, pero la versión 10 se había incluido con un hardware más nuevo y con las nuevas versiones de Windows Mobile. Para algunos dispositivos, la versión 10 está disponible para su descarga solo para determinados dispositivos - éstos incluyen los dispositivos de la gama de Dell Axim. Windows Media Player reproduce: WMA, WMV , MP3, y AVI. Los archivos MPEG actualmente no están soportados, y se tenía que descargar un programa de terceros para reproducirlos, y los archivos de WAV se reproducían en un reproductor por separado. Algunas versiones son también capaces de reproducir M4A.
- Cliente para RPV's PPTP

## Versiones

### Pocket PC 2000
Pocket PC 2000, originalmente llamado "Rapier", fue lanzado el 19 de abril de 2000, y se basó en Windows CE 3.0. Fue el debut de lo que fue más tarde llamado el sistema operativo Windows Mobile, y pretende ser un sucesor del sistema operativo a bordo de Palm-Size PC. La compatibilidad con versiones anteriores se mantuvo con estas aplicaciones de Palm-Size PC. Pocket PC 2000 estaba destinado principalmente a dispositivos Pocket PC, sin embargo, varios dispositivos Palm-Size PC tenían la capacidad de ser actualizados también. Además, se lanzaron varios teléfonos Pocket PC 2000, sin embargo, la plataforma de hardware "Smartphone" de Microsoft aún no se había creado. La única resolución admitida por esta versión fue 240 x 320 (QVGA). Los formatos de tarjetas de almacenamiento extraíbles compatibles fueron CompactFlash y MultiMediaCard. En este momento los dispositivos Pocket PC no habían sido estandarizados con una arquitectura de CPU específica. Como resultado, Pocket PC 2000 fue lanzado en múltiples arquitecturas de CPU; SH-3, MIPS y ARM. La capacidad de transmisión de archivos por infrarrojos (IR) era una de las características de hardware originales.
Pocket PC 2000 se asemejó estéticamente a Windows 98, Windows Me y Windows 2000. Pocket PC 2000 no es compatible desde el 10 de septiembre de 2007. Esta versión inicial tenía varias aplicaciones integradas, muchas de ellas similares para coincidir con sus equivalentes de escritorio; como Microsoft Reader, Microsoft Money, Pocket Internet Explorer y Windows Media Player. Una versión de Microsoft Office llamada Pocket Office también estaba incluida e incluía Pocket Word, Pocket Excel y Pocket Outlook. Notes, una aplicación de toma de notas vio su primer lanzamiento y sería compatible con la mayoría de las versiones posteriores de Windows Mobile. El soporte inteligente de reconocimiento de caracteres permitió a Notes distinguir los estilos de escritura a ser aprendidos por el sistema operativo durante el procesamiento para mejorar la precisión y los niveles de reconocimiento.

### Pocket PC 2002
Pocket PC 2002, originalmente llamado "Merlin", fue lanzado en octubre de 2001. Al igual que PocketPC 2000, fue alimentado por Windows CE 3.0. Aunque apuntado principalmente para 240 × 320 (QVGA) dispositivos Pocket PC, Pocket PC 2002 también se utilizó para teléfonos Pocket PC, y por primera vez, Teléfonos inteligentes. Estos Pocket PC 2002 Smartphones eran principalmente dispositivos GSM. Con las versiones futuras, las líneas de Pocket PC y Teléfono inteligente colisionarían cada vez más a medida que los términos de licencia se relajaran permitiendo a los fabricantes de equipos originales aprovechar las ideas de diseño más innovadoras e individuales. Estéticamente, Pocket PC 2002 fue diseñado para ser similar en diseño a la entonces recién lanzado Windows XP. Los programas recientemente agregados o actualizados incluyen Windows Media Player 8 con capacidad de streaming; MSN Messenger y Microsoft Reader 2, con soporte para administración de derechos digitales. Las actualizaciones a la versión de Office Mobile incluyen un corrector ortográfico y una herramienta de recuento de palabras en Pocket Word y Pocket Outlook mejorado. La conectividad se mejoró con el envío de archivos en dispositivos que no son de Microsoft, como Palm OS, la inclusión de servicios de Terminal Server y la compatibilidad con redes privadas virtuales, y la capacidad de sincronizar carpetas. Otras mejoras incluyen una interfaz de usuario mejorada con soporte de temas y descargas asequibles y WAP en Pocket Internet Explorer.

### Windows Mobile 2003
La tercera versión es llamada Windows Mobile 2003. Fue lanzada el 23 de junio de 2003, y era el primer lanzamiento bajo el nombre Windows Mobile. Esta versión está basada en Windows CE 4.x, y vino en cuatro ediciones diferentes. Tres de las ediciones son similares: Windows Mobile 2003 for Pocket PC Premium Edition, Windows Mobile 2003 for Pocket PC Professional Edition (para dispositivos con especificaciones menores) y Windows Mobile 2003 for Pocket PC Phone Edition, esta última diseñada para los Pocket PC que tienen características de teléfonos móviles (como Himalaya de HTC, distribuido en muchos países como Qtek, XDA, MDA o VPA).
La cuarta edición es Windows Mobile 2003 for Smartphone que - a pesar de sus semejanzas con la de Pocket PC - es una plataforma substancialmente diferente ya que está limitada por las características especiales de este tipo de dispositivos. Algunas de estas limitaciones son: funcionamiento por teclas al no disponer de pantalla táctil, resolución de pantalla más baja, modelo de seguridad que impide instalar aplicaciones no firmadas y modelo de memoria diferente (diferente tipo de memoria y menor cantidad).
Windows Mobile 2003 es conocido también como Windows CE.

#### Windows Mobile 2003 SE
Windows Mobile 2003 Segunda Edición, también conocida como Windows Mobile 2003 SE, salió el 24 de marzo de 2004 y la Dell Axim x30 fue la primera en tenerlo. Incluye un número de mejoras sobre su precursor, como:
- La opción de cambiar la orientación de la pantalla. Esto no está disponible en la versión de Teléfono inteligente.
- Pocket Internet Explorer (también conocido como PIE) incluye la opción de forzar a una página en una disposición de una columna, haciendo la lectura más fácil puesto que solo se tiene que utilizar el scroll vertical.
- Soporte para una resolución de pantalla VGA (640×480). También se apoya un nuevo Factor de forma del cuadrado (240×240 y 480×480 para las pantallas de VGA), que favorece a los fabricantes que desean incluir un teclado hardware. Aunque no era su idea original, Microsoft decidió agregarla debido a la presión de fabricantes del Pocket PC.
- Soporte para Wi-Fi.

Windows 2003SE Mobile utiliza Windows CE 4.21.111

### Windows Mobile 5
Conocido como "Magneto" (nombre en clave), salió al mercado el 9 de mayo del 2005. Utiliza Windows CE 5.0 y utiliza .NET Compact Framework 1.0 SP2 - una plataforma de desarrollo .NET para los programas basados en .NET que utiliza.
Fue lanzado en la conferencia de desarrolladores Windows Mobile Embedded en Las Vegas, el 12 de mayo de 2005.
Características
- Una nueva versión de Office llamada "Office Mobile".
  - Se agregará una versión de Powerpoint denominada "Powerpoint Mobile".
  - Excel Mobile añade la capacidad de ver representaciones gráficas.
  - Word Mobile incluirá la capacidad de insertar tablas y gráficos.
- Reproductor "Windows Media 10 Mobile".
- Identificador de llamadas con fotos.
- Un paquete multimedia que facilitará la administración de vídeos y fotos.
- Ayuda mejorada de Bluetooth.
- Interfaz de administración GPS para los programas de navegación instalados.
- Mejoras de la funcionalidad de "Microsoft Exchange Server" las mejoras funcionan solamente con Exchange 2003 SP2 instalado.
- Soporte para teclados QWERTY incluido por defecto.
- Simplificación del sistema de informe de errores, como las versiones de Windows de sobremesa y servidores.
- ActiveSync 4.2, prometiendo 10-15% de aumento de la velocidad en la sincronización de datos.
- Cliente para PPTP y L2TP/IPsec VPNs.
- La memoria no volátil (ROM) está disponible en Pocket PC permitiendo un aumento de la batería. Anteriormente más del 50% (suficiente para 72 horas de almacenaje) de energía de la batería se reservaba para mantener datos en la memoria RAM (volátil). Los dispositivos basados en Windows usa la memoria RAM como su medio de almacenaje primario al uso de memoria flash.

### Windows Mobile 6
Conocido como Crossbow (nombre en clave), fue lanzado el 12 de febrero del 2007 en el 3GSM World Congress 2007.Correctamente
Ofrece tres versiones: Windows Mobile 6 Standard para Teléfonos inteligentes (teléfonos sin pantalla táctil), Windows Mobile 6 Professional para PDAs con la funcionalidad del teléfono (Pocket PC Phone Edition), y Windows Mobile 6 Classic para PDAs sin telefonía IP.
Utiliza Windows CE 5.2 y ligado fuertemente a los productos: Windows Vista, Windows Live, Microsoft Office y Exchange 2007.
El estándar de Windows Mobile 6 primero fue ofrecido en el Orange SPV E650 (HTC Vox).
Resumen de especificaciones
- Basado en Windows CE 5.0 (versión 5.2)
- Soporta las resoluciones 800x480 y 320x320.
- Opción de 1:1 en la páginas web
- Avanzadas proposiciones del negocio y de la empresa(*)
- Experiencia consolidada del teléfono
- Operating System Live Update[11]
- Acceso de escritorio remoto mejorado[12]
- Desarrollo y distribución de la mujer más rápido y más fácil.
- Soporte VoIP con los codec del audio AEC (Acoustic Echo Cancelling) y MSRT
- Windows Live para Windows Mobile.[13]
- Opción de mejora de la experiencia del cliente.[14]
- La pila Bluetooth de Microsoft ha mejorado notablemente.
- Cifrado de la tarjeta de almacenamiento - Windows Mobile 6 para Pocket PC y Teléfono inteligente soportan el cifrado de los datos almacenados en tarjetas externas de almacenamiento.
- Smartfilter para buscar más rápidamente correos electrónicos, contactos, canciones, archivos, etc.
- Mejora de Internet Sharing para una fácil configuración de tu dispositivo como módem de computadora portátil.(*)
- Outlook Mobile ahora soporta HTML .
- Capacidad de buscar para contactos en Exchange Server Address Book.
- Soporte AJAX, JavaScript y XMLDOM en Internet Explorer Mobile.
- Out of Office Replies (requiere Microsoft Exchange 2007).
- Soporte Generic Access Network (UMA) para los operadores seleccionados (como BT en el Reino Unido).
- Server Search para buscar en toda la bandeja de entrada de Exchange desde el dispositivo. (Requiere Exchange 2007)
- .NET Compact Framework v2 SP1 en la ROM.
- SQL Server Compact Edition en la ROM.
- Los formatos Office 2007 XML no están soportados.

### Windows Mobile 6.1
La versión de Windows Mobile 6.1 fue anunciada el 1 de abril de 2008. Es una actualización menor de Windows Mobile 6.0 que incluye varias mejoras de rendimiento, una pantalla inicial rediseñada (sólo en Windows Mobile Standard Edition), zum a página completa en Internet Explorer, etc.

### Windows Mobile 6.5
La versión 6.5 era una actualización importante de la plataforma Windows Mobile que fue liberada a los fabricantes el 11 de mayo de 2009. El 6 de octubre de 2009 fue el lanzamiento mundial de esta nueva versión de Windows Mobile. La mayor novedad de Windows Mobile 6.5 es el cambio completo de la interfaz de usuario para adaptarlo a los nuevos dispositivos táctiles de forma que se puedan manejar fácilmente con el dedo, sin necesidad de un puntero como en versiones anteriores. Esta versión es una transición entre Windows Mobile 6, Windows Mobile 7 y Windows Phone 7
Algunas novedades importantes son:
- Windows Marketplace: A partir de la versión 6.5, todos los teléfonos incorporan un acceso a la tienda de aplicaciones de Microsoft.
- Internet Explorer Mobile 6: Nueva versión de Internet Explorer que ha sido reescrito completamente para proporcionar una navegación más intuitiva. Se ha actualizado su interfaz para poder ser controlado en dispositivos táctiles de forma fluida.
- Microsoft My Phone: Esta aplicación permite disponer de 200 MB en los servidores de Microsoft para mantener una copia de seguridad de los datos del teléfono móvil como contactos, mensajes, SMS, notas, documentos, y música. Esta aplicación está también disponible para Windows Mobile 6 (este servicio ya no está operativo).
- Microsoft Office Mobile 6.1: Contiene los siguientes programas: Word Mobile, Excel Mobile, PowerPoint Mobile y OneNote Mobile que son versiones de las aplicaciones Office adaptadas a un teléfono móvil. Esta versión de Office es capaz de trabajar directamente con ficheros con el formato estándar de Open XML que está implementado desde la versión Office 2007.

### Windows Mobile 7
Esta sería la versión que varios desarrolladores pudieron descargar en filtraciones a través del foro XDA. El que pudo haber sido el sucesor de Windows Mobile 6.5 fue cancelado a favor de [Windows Phone 7], para dar importancia a un sistema operativo nuevo. Windows Mobile 7 iba a ser la actualización mayor de Windows Mobile que remplazaría al WM6.5 antes de que Microsoft decidiese apostar por Windows Phone 7. Windows Mobile 7 llevaría siendo desarrollado desde finales de 2009, y varios desarrolladores pudieron haber recibido la actualización en beta desde el foro de desarrolladores XDA. Se rumorea que Microsoft canceló la actualización porque "se estaría saliendo del plan de su sistema operativo móvil ideal". De los desarrolladores que probaron vistas previas en desarrollo, Windows Mobile 7 tendría muchas nuevas funciones y un Metro UI no tan integrado como se ve en Windows Phone 7. El sistema se parecería a Windows 7 y correría las mismas aplicaciones de Windows Mobile. Un tiempo después de Windows Mobile 6.5, se anunció que Windows Phone 7 iba a ser lanzado, en lugar de Windows Mobile 7 (que el equipo de desarrolladores definió como "un sistema sin rumbo"). Windows Mobile 7 utilizó al principio el nombre en clave Maldives, pero se dice que utilizó también el mismo nombre en clave que Windows Phone 7 usó, Photon.